# حسين أباد (بوشكان)
حسين أباد (بالفارسية: حسین‌آباد) هي قرية تقع في إيران في قسم بوشكان الريفي. يقدر عدد سكانها بـ 178 نسمة بحسب إحصاء 2016.